# Charles-Valentin Alkan
Charles-Valentin Alkan, nascut Charles-Henri-Valentin Morhange (París, 30 de novembre de 1813 - París, 29 de març de 1888) fou un pianista i compositor francès. Es relaciona a la tradició de gran virtuositat de l'època romàntica, iniciada per Paganini en el violí, i després en el piano per Frédéric Chopin i Franz Liszt.

## Vida
Nascut de pares jueus, en el si d'una germandat (cinc germans i una germana Celeste Alkan Meyer Marix) de músics que van adoptar tots el nom d'Alkan - nom del pare, Alkan Morhange, que regentava una escola elemental reputada pel seu ensenyament musical - Charles-Valentin fou en principi un nen prodigi cap als sis anys al Conservatori de París. Estudia harmonia, orgue i piano amb professors tals com Joseph Zimmermann, que va ser també el professor de Georges Bizet, Ernest Boulanger, César Franck, Charles Gounod, i Ambroise Thomas. Obté el primer premi per a piano el 1824, en harmonia el 1827, en orgue el 1834. A disset anys era ja un virtuós reputat, rivalitzant amb Franz Liszt o Sigismund Thalberg.
Sobrenomenat «el Berlioz del piano» per Hans von Bülow, ha estat, tanmateix, poc present en concerts: des de l'edat de vint anys, es retira de la vida pública, manifestant una forta misantropia, i es dedica a la composició. Per guanyar-se la vida, dona lliçons i té entre els seus alumnes Eraïm Miriam Delaborde, Franz Stockhausen i esdevé un pedagog reputat cap al qual els alumnes de Chopin es van girar a la mort d'aquest. Fa cada any Sis petits concerts, a la Sala Érard, on presenta en intermedi algunes de les seves obres, enmig d'un repertori molt clàssic.
El 1844 Charles-Valentin Alkan reprèn els concerts. Espera succeir a Joseph Zimmermann en el Conservatori de París, però és Marmontel el que obté el lloc. Deixa de nou la vida pública després de 1848 i hi torna el 1855 amb la publicació dels seus Dotze estudis en tots els tons menors, op. 39.
Les seves composicions han estat molt de temps desconegudes i continuen estant encara poc gravades. Són, tanmateix, extremadament originals i personals i d'una extrema dificultat d'execució. Mor a setanta-quatre anys, segons la llegenda, aixafat per la seva biblioteca mentre que agafava el Talmud. Oficialment, es tracta d'un «accident domèstic».

## Obres
Igualment que Frédéric Chopin, Alkan va escriure gairebé exclusivament per al piano. Les seves obres més importants són la Grande Sonate pour piano «Les Quatre Âges de la vie», op. 33, i els seus Estudis, comparables en dificultats i en complexitat als Estudis d'execució transcendents de Liszt.
- 1826, Variations sur un thème de Steibelt  op. 1 (le concerto «Orage»)
- 1829, Les omnibus, variations pour le piano forte op. 2, dédié aux Dames Blanches, Schlessinger, Paris
- 1830, Il était un p'tit homme, rondoletto op. 3
- 1832, Premier concerto da [di] camera en la mineur, op. 10. Nouvelle édition revue par F. M. Delaborde et I. Philipp, Gérard Billaudot, Paris [fonds Costallat]
- 1832, Deuxième concerto da camera en ut dièse mineur op. 10. Nouvelle édition revue par F. M. Delaborde et I. Philipp, Gérard Billaudot, Paris [fonds Costallat]
- 1833, Rondo brillant pour piano et quatuor de cordes op. 4
- 1833, Rondeau chromatique pour le piano forte, op. 12 n° 1; composé et dédié à la Société des Enfants d'Apollon et exécuté à leur concert annuel, par CH. V. Alkan, professeur honoraire de l'École Royale de Paris et membre de la société des enfants d'Apollon. R. Cocks & C°, London
- 1834, Variations sur La tremenda ultrice spada de «I Capuleti èi Montecchi de Bellini» op 16 n° 5
- 1834, Variations pour le piano sur Ah ! segnata é la mia morte de «Anna Bolena» de Donizetti op. 16 n° 4, dédié à Madame H. G. Le Loder, par C. V. Alkan. R. Rock & C°, London (introduction tirée de la ritournelle, thème, trois variations et final)
- 1834, Variations quasi fantaisie compongués sur une barcarolle napolitaine, dédiées à Miss Mary Windsor op. 16 n° 6. R. Rock & C°; London
- 1837, Trois études de bravoure op. 16 (Scherzi) également connus sous le nom de Caprices. (1 - mouvement de valse (trio; stretto) 2- moderato quasi menuetto 3 - prestissimo). Nouvelle édition revue par F. M. Delaborde et I. Philipp, Gérard Billaudot, Paris (fonds Costallat)
- 1837, Souvenirs : Trois morceaux dans le genre pathétique op. 15 (1 - Aime moi; 2 - Le Vent; 3 - Morte). Imprimerie Mergault, Paris
- 1837, Trois Andantes romantiques op. 13
- 1837, Trois improvisations (dans le style brillant) op. 12
- 1838, Les mois, op. 74
- 1838, Six morceaux caractéristiques op. 16 (publiés plus tard sous le numéro d'opus 8)
- 1838 / 1840, Trois grandes études op. 76. n° 1 - Fantaisie en la bémol majeur, Largamente, Gravemente, Vivamente; n° 2 - Introduction, variations et Finale, pour la main droite seulement, Colla mano diritta solamente; n° 3 - Étude pour les deux mains (I Philipp, 12 études de virtuosité n° 3).
- 1840, Jean qui pleure et Jean qui rit, deux fugues sans numéro d'opus. Imprimerie Mergault, Paris.
- 1840, Grand duo concertant en fa dièse mineur pour violon et piano op. 21
- 1841, Trio en sol mineur pour violon, violoncelle et piano op. 30
- 1844, Nocturne op. 22
- 1844, Saltarelle op. 23
- 1844, Gigue et Air de ballet dans le style ancien op. 24 n° 1. Nouvelle édition revue par F. M. Delaborde et I. Philipp, Gérard Billaudot, Paris (fonds Costallat)
- 1844, Alleluia op. 25. Musica Obscura Editions
- 1844 / 1846, Marche funèbre pour le piano op. 26, dédiée à Madame la Maréchale, Duchesse de Montebello. Milan, F. Lucca
- 1844, Marche triomphale pour piano op. 27, dédiée à la duchesse de Montebello. Berlin, Schlessinger
- 1844, Le chemin de fer, étude op. 27. Nouvelle édition revue par F. M. Delaborde et I. Philipp, Éditions M. R. Braun, Paris (fonds Costallat-Billaudot)
- 1844, Le preux, étude de concert op. 17, dédicacé à Madame Adèle Janvier. Milan, F. Lucca
- 1834, Désir, Fantaisie sur «Don Juan» en la bémol majeur sans numéro d'opus. Gérard Billaudot, Paris.
- Douze Études pour les pieds seulement pour orgue ou pédalier sans numéro d'opus
- 1846, 25 Préludes, piano ou orgue opus 31
- 1846, Bourrée d'Auvergne, étude op. 29
- 1847, Douze études dans tous les tons majeurs opus 35
- 1847, Grande sonate opus 47
- 1847, Scherzo focoso op. 34
- 1847, Etz chajjim hi pour chœur mixte a cappella (pour 2 sopranos, ténor et basse) sans numéro d'opus
- 1849, Deuxième recueil d'impromptus - Trois airs à cinq temps et un à sept temps opus 32/2
- 1849, 4 Impromptus opus 32/1
- 1850, 12 études pour les pieds seulement sans numéro d'opus
- 1856, Salut, cendre du pauvre ! op. 45
- 1856, Minuetto alla Tedesca op. 46
- 1857, Sonate de concert en mi majeur pour violoncelle et piano op. 47
- 1857, Trois marches (quasi da cavalleria) op. 37
- 1857, Trois petites fantaisies op. 41
- 1857, Réconciliation, petit caprice op. 42
- 1857, Douze études dans tous les tons mineurs op. 39
- 1857, Halelouyoh pour chœur mixte et piano ou orgue en sol mineur (pour soprano, contralto, ténor, basse et piano ou orgue) sans numéro d'opus
- 1857, Trois marches pour piano en duo op. 37
- 1857, Deuxième recueil de chants op. 38
- 1857, Bombardo-Carillon en Sib sans numéro d'opus
- 1859, Capriccio alla soltadesca op. 50
- 1859, Le tambour bat aux champs, esquisse opus 50 bis
- 1859, Super flumina Babylonis, paraphrase du psaume 137 op. 52
- 1859, Quasi-caccia, caprice op. 53
- 1859, Bénédictus - pour pédalier ou piano trois mains op. 54
- 1859, Une fusée, introduction et impromptu op. 55
- 1859, Deuxième nocturne op; 57
- 1859- Troisième nocturne op. 57
- 1859, Trois menuets op. 51
- 1859, Petits préludes sur les huit gammes du plain-chant pour orgue sans numéro d'opus
- 1860, Le grillon, quatrième nocturne op. 60 bis, Costallat, Paris
- 1860, Ma chère liberté et ma chère servitude : Deux petites pièces op. 60
- 1861, Esquisses (Motifs) op. 63
- 1861, Sonatine en la mineur op. 61
- 1867, 11 pièces dans le style religieux et une transcription du Messie de Händel, orgue, harmonium, piano op. 71
- 1869, Finale (Saltarelle du concerto pour violoncelle arrangée pour piano à 4 mains) [grande sonate] op. 47
- 1869, Impromptu sur le choral de Luther Un fort rempart est notre Dieu pour piano à pédales ou à trois mains op. 69 (à Mr F. Benoist)
- 1869, 13 prières pour orgue, pédalier, piano trois mains op. 64
- 1869, Troisième recueil de chants op. 65
- 1872, Toccatina op. 75
- 1872, Trente chants (Cinquième suite) Six chants op. 70; dans Œuvres choisies de Ch. V. Alkan, nouvelle édition revue par E. M. Delaborde et I. Philipp, Costallat, Paris
- 1879, Trente chants (Quatrième suite), Six chants op. 67; dans Œuvres choisies de Ch. V. Alkan, nouvelle édition revue par E. M. Delaborde et I. Philipp, Gérard Billaudot, Paris [Neige et lave; Chanson de la bonne vieille; Bravement; Doucement; Appassionato; Barcarolle]
- 1883, Rondo d'après Rossini (largo, Le Barbier de Séville) op. 5

Transcripcions
- Bach : BWV1
- Beethoven : Concerto en Ut mineur op. 37 — Chant d'Alliance — Cavatine du 13e Quatuor à corde, op. 130
- Donizetti : Elixir d'amour
- Gretry : Janissaires
- Gluck : Iphigénie en Tauride Chœur des scythes — Armide Jamais dans ces beaux lieux
- Handel : Réveille le son clair de la trompette
- Haydn : andante de la 36e Symphonie — menuet du Quatuor op. 76 — Quatuor à corde en ré majeur op. 64 n° 5 Finale
- Marcello : psaume 18
- Meyerbeer : Le Prophète (piano 4 mains)
- Mozart : motet «Ne cinis et pulvis superbe» — Andante du 8e Quatuor — Concerto en ré mineur K. 466 n° 20 — Menuet de la Symphonie en mi♭ majeur — Menuet de la Symphonie en sol mineur
- Weber : Scherzo du trio op. 63
- Rigaudons des petits violons et hautbois de Louis XIV